# Bejucal de Ocampo
Bejucal de Ocampo es una localidad del estado mexicano de Chiapas, cabecera del municipio homónimo. 

## Toponimia
El nombre «Bejucal de Ocampo» combina la referencia a los bejucos, abundantes en la zona, con el homenaje a Melchor Ocampo.

## Geografía
La localidad está ubicada en la posición 15°27′16″N 92°9′28″O / 15.45444, -92.15778, a una altitud de 2321 m. s. n. m.
Según la clasificación climática de Köppen, el clima corresponde al tipo Aw - Tropical seco.

## Demografía
Cuenta con 294 habitantes lo que representa un decrecimiento promedio de -0.70% anual en el período 2010-2020 sobre la base de los 315 habitantes registrados en el censo anterior. Ocupa una superficie de 0.1818 km², lo que determina al año 2020 una densidad de 1617 hab/km².
| Gráfica de evolución demográfica de Bejucal de Ocampo entre 2000 y 2020 |
|                                                                         |
| Fuente: Instituto Nacional de Estadística Geografía e Informática       |

En el año 2010 estaba clasificada como una localidad de grado alto de vulnerabilidad social.
La población de Bejucal de Ocampo está mayoritariamente alfabetizada (5.78% de personas analfabetas al año 2020) con un grado de escolarización en torno de los 9 años.